# Heinrich Müller (austriacki piłkarz)
Heinrich Müller (ur. 13 maja 1909, zm. 5 kwietnia 2000) – austriacki piłkarz, a także trener.

## Kariera klubowa
Müller karierę rozpoczynał w 1927 roku w zespole Wiener SC. Następnie grał w węgierskim klubie Hungária Football Club. W 1936 roku, a także w 1937 roku zdobył z nim mistrzostwo Węgier. W 1940 roku odszedł do Austrii Wiedeń, gdzie w 1947 roku zakończył karierę.

## Kariera reprezentacyjna
W reprezentacji Austrii Müller zadebiutował 20 marca 1932 roku w wygranym 2:1 meczu Pucharu Dr. Gerö z Włochami. 2 października 1932 roku w wygranym 3:2 meczu tego samego pucharu z Węgrami strzelił pierwszego gola w kadrze. W latach 1932–1933 w drużynie narodowej rozegrał pięć spotkań i zdobył cztery bramki.

## Kariera trenerska
Müller karierę rozpoczynał w 1945 roku jako trener Austrii Wiedeń. Przez dziewięć lat zdobył z nią trzy mistrzostwa Austrii (1949, 1950, 1953) oraz dwa Puchary Austrii (1948, 1949). W 1956 roku został selekcjonerem reprezentacji Holandii. Po raz pierwszy i jedyny poprowadził ją 15 września 1956 roku w wygranym 3:2 towarzyskim meczu ze Szwajcarią.
Następnie Müller dwukrotnie trenował Willem II Tilburg, a w 1963 roku trafił do greckiego zespołu AEK Ateny. W 1964 roku zdobył z nim Puchar Grecji. W tym samym roku odszedł z klubu. Potem dwukrotnie prowadził Austrię Wiedeń, która była jego ostatnim klubem w karierze.